# Marvila (Bacău)
Marvila es una localidad rumana de la comuna de Corbasca, en el condado de Bacău.

## Historia
Hacia finales del siglo XIX, la localidad, que por entonces pertenecía al antiguo condado de Tecuci, formaba parte de la comuna de Corbasca y tenía contabilizada una población de 246 habitantes.
En la segunda mitad del siglo XX la localidad había pasado a formar parte del condado de Bacău. En el censo de 2021 la localidad tenía una población de 412 habitantes.